# Humberto Correa (Musiker)
Humberto Correa (* 4. April 1904 in Minas; † 9. Juni 1964 in Montevideo), bekannt auch als Iván Once, war ein uruguayischer Gitarrist und Tangokomponist, Autor und Schauspieler.

## Leben und Wirken
Correa debütierte als Kind an der Seite des Sängers Juan Pedro López. In den 1920er Jahren trat er in zwei Duoformationen mit Roberto Fugazot und mit Américo Chiriff auf. Für das Duo Nina Miranda und Roberto Lister schrieb er eine eigene Version von Celedonio Flores’ Mano a mano. In Buenos Aires trat er mit der Theatercompagnie von Blanca Podestá auf. Mit seiner Frau, der Schauspielerin Margarita del Valle, tourte er durch Argentinien und trat bei mehreren Karnevalsaisons in Montevideo als La Gaucha y el Gaucho Blanco auf. 
Neben dem Theaterstück Castigo del destino veröffentlichte Correa den Erzählungsband Espejito ‘cachimba. Außerdem komponierte er mehrere Tangos, darunter Aquellos amigos, A las nueve y cuarto und Vía crucis. Berühmt wurde sein Tango Mi vieja viola, der Ende der 1920er Jahre entstand und von vielen namhaften Tangomusikern aufgenommen wurde:
- 1950 von Ángel Vargas und seinem Orchester und von José Basso und Oscar Ferrari
- 1951 von Aníbal Troilo und Jorge Casal
- 1952 von Alberto Marino und seinem Orchester
- 1952 und nochmals 1966 von Mercedes Simone und dem Orchester Emilio Brameris
- 1964 von Aníbal Troilo und Tito Reyes
- 1967 von Edmundo Rivero und Gitarristen
- 1971 von Néstor Prado und dem Orchester Raúl Plates
- 1976 vom Sexteto Tango und Raúl Funes
- 1977 von María Garay
- 1981 von Alfredo Zitarrosa
- 1983 von Claudio Bergé und dem Buenos Aires Cinco
- 1994 von Eduardo Espinoza und dem Orchester Raúl Garellos
- 1996 von Adriana Varela und von Lágrima Ríos
- 1998 von Enrique Llopis und Juanjo Domínguez und von Carlos Cristal und dem Trío Osvaldo Berlingieri
- 2002 von Tuco Paz und Alfredo Sadi